# Berkeley, Kalifornien
Berkeley /ˈbɜrkliː/ är en stad i San Francisco Bay Area i norra Kalifornien. Staden ligger vid San Francisco-buktens östra kant och smälter samman med Oakland i söder. I öster avgränsas staden av Berkeley Hills kullar. Berkeley har drygt 110 000 invånare.
Berkeley är framförallt känt för sitt universitetscampus, University of California, Berkeley, men även för sin radikala politik, alternativa kultur och studentprotesterna på 1960-talet. 
Berkeley är en del av San Francisco Bay Area (eller bara Bay Area), en kontinuerlig samling tätorter som bildar ett band runt San Francisco-bukten och har över 7 miljoner invånare, med San Francisco och Oakland som största orter. Det finns gott om förbindelser med San Francisco via Bay Bridge (bron mellan Oakland och San Francisco) och tunnelbanesystemet BART (Bay Area Rapid Transit), men Berkeley har trots det karaktären av en egen stad snarare än en förort till San Francisco. Punk/rock-sångaren Billie Joe Armstrong är född och numera bosatt i Berkeley.
1923 drabbades staden av en stor brand.